# Hilding Björne
Fritiof Hilding Björne, född 25 augusti 1900 i Själevad, Västernorrlands län, död 11 december 1983 i Stockholm, var en svensk jurist.
Efter avlagd juris kandidatexamen vid Uppsala universitet 1923 och tingstjänstgöring 1923–1927 anställdes Björne 1927 vid länsstyrelsen i Västernorrlands län, där han skulle komma att arbeta i 20 år i olika ämbeten. Han blev länsassessor 1940 och taxeringsintendent 1944. Björne var därefter kammarrättsråd 1949–1960, byråchef i Riksskattenämnden 1951–1952 och blev divisionsordförande i kammarrätten 1953. Hans juristkarriär avslutades som regeringsråd 1960–1967. Björne blev riddare av Vasaorden 1948 och av Nordstjärneorden 1953 samt kommendör av sistnämnda orden 1959 och kommendör av första klassen 1963.
Hilding Björne var far till Gunnar Björne, som liksom fadern blev regeringsråd.